# Braunsophila tomentosa
Braunsophila tomentosa är en tvåvingeart som beskrevs av Lyneborg 1976. Braunsophila tomentosa ingår i släktet Braunsophila och familjen stilettflugor. Inga underarter finns listade.